# NGC 6638
NGC 6638是人馬座的一個球狀星團，亮度為9.5等，直徑為2角分，分類為VI級。它位於斗宿二以東半度，是銀河系的成員之一。
NGC 6638球狀星團是天文學家威廉·赫歇爾於1784年使用18.7英寸望遠鏡發現的，後來被收錄到星雲和星團新總表。

## 外部連結
- 维基共享资源上的相關多媒體資源：NGC 6638
- NGC 6638 （页面存档备份，存于）